# Gasthaus zum Adler (Bermatingen)

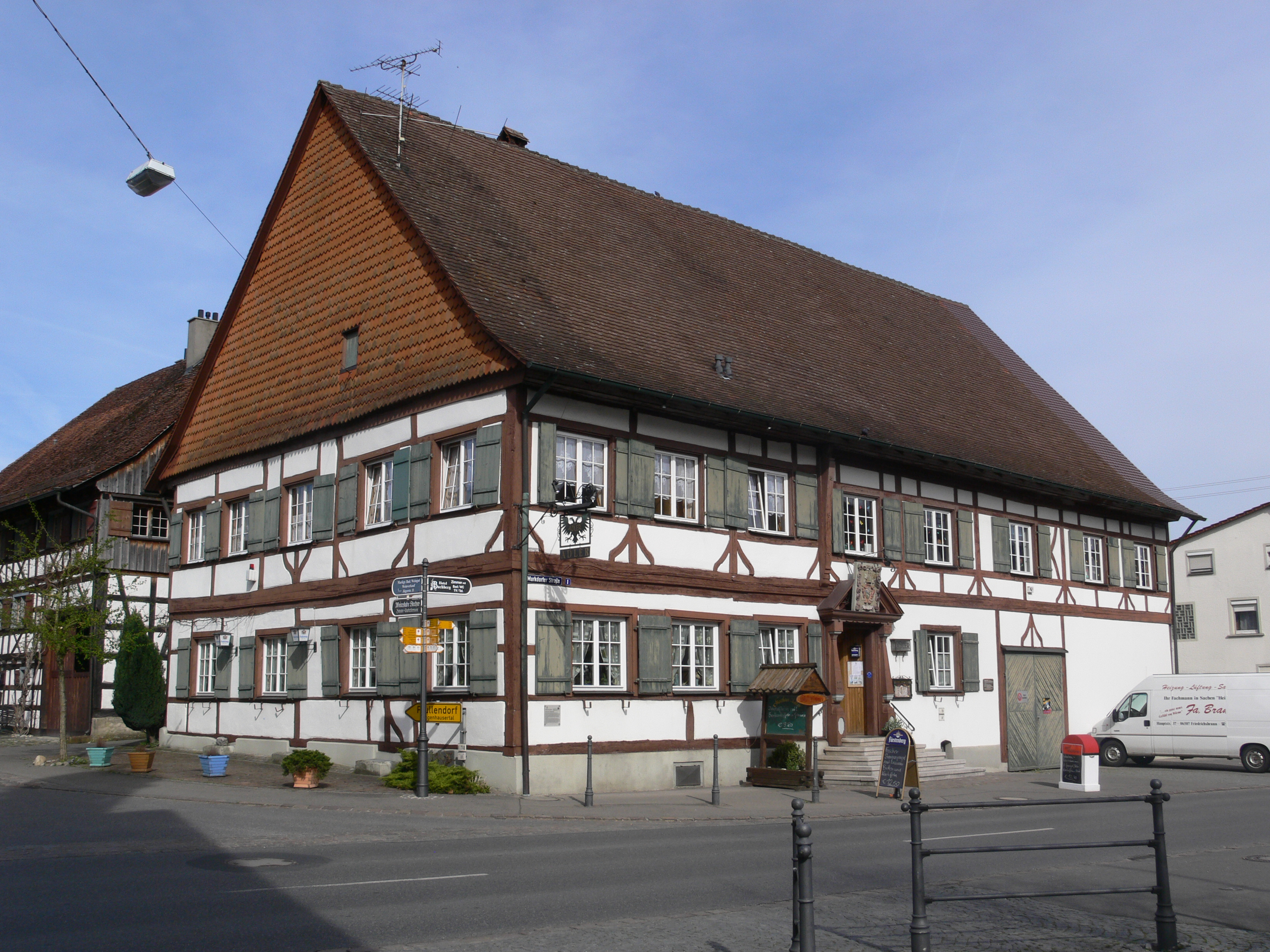
Gasthaus zum Adler in Bermatingen

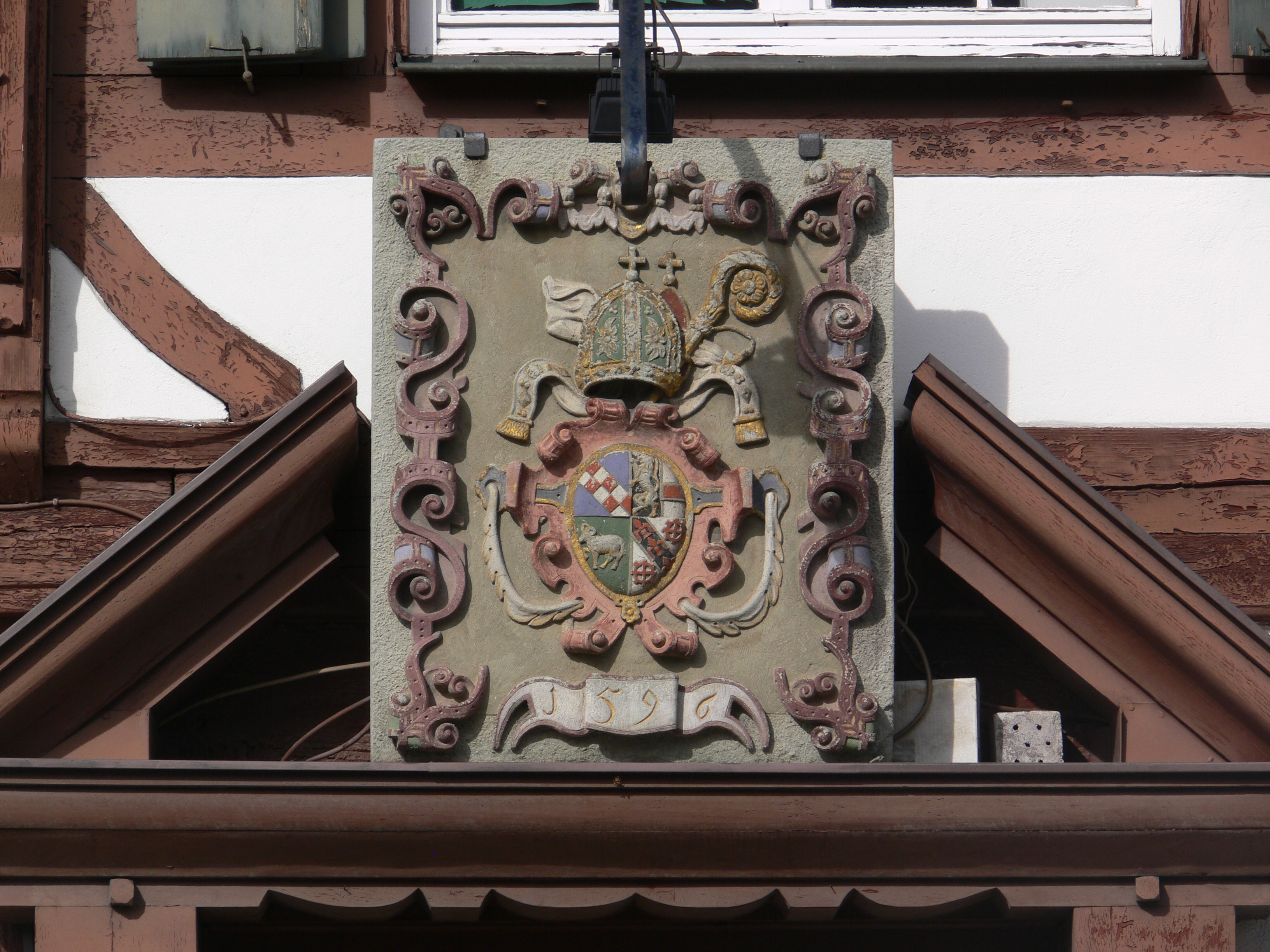
Abtswappen mit der Jahreszahl 1596

Das Gasthaus zum Adler in Bermatingen, einer Gemeinde im Bodenseekreis in Baden-Württemberg, wurde 1596 errichtet. Das Gasthaus an der Markdorfer Straße 1, ein markanter städtebaulicher Standort an der Kreuzung Autenweiler Straße, Salemer Straße und Markdorfer Straße, ist ein geschütztes Kulturdenkmal.
Das zweigeschossige Fachwerkhaus mit Wohnteil und Ökonomie steht traufständig zur Markdorfer Straße. Der ehemalige Lehnshof mit Tafernwirtschaft des Klosters Salem ist mit der Jahreszahl 1596 auf dem Abtswappen bezeichnet. Die Tenne ist teilweise verputzt und die Giebelfelder sind verschindelt. 
Die Tafernwirtschaft besitzt ein prächtiges Portal an der Traufseite zur Straße hin mit einem Abtswappen im Sprenggiebel. Der Fachwerkbau mit einfachem Gefüge mit Ständern und geschweiften Fußstreben ist das älteste Fachwerkhaus in Bermatingen. 
Das Gasthaus zum Adler bildet gemeinsam mit dem Rathaus und dem Einhaushof Autenweiler Straße 1 die Ortsmitte und ist daher ortsbildprägend.